# Central Coast Mariners FC
Central Coast Mariners Football Club är en proffsklubb i fotboll från Gosford i Australien. Klubben spelar i den australiensiska proffsligan A-League sedan ligan startades upp 2005.

## Spelartruppen
| Nr | Land        | Pos | Namn             |
| -- | ----------- | --- | ---------------- |
| 1  | Australien  | MV  | Mark Birighitti  |
| 3  | Australien  | F   | Lewis Miller     |
| 4  | Australien  | MF  | Josh Nisbet      |
| 5  | Australien  | F   | Stefan Nigro     |
| 6  | Nya Zeeland | MF  | Gianni Stensness |
| 7  | Serbien     | MF  | Stefan Janković  |
| 8  | Australien  | MF  | Oliver Bozanic   |
| 10 | Australien  | MF  | Daniel De Silva  |
| 11 | Australien  | F   | Jack Clisby      |
| 12 | Costa Rica  | A   | Marco Ureña      |
| 14 | Australien  | MF  | Daniel Bouman    |
| 15 | Australien  | F   | Kye Rowles       |
| 19 | Australien  | A   | Matt Simon       |

| Nr | Land       | Pos | Namn            |
| -- | ---------- | --- | --------------- |
| 20 | Australien | MV  | Adam Pearce     |
| 21 | Australien | F   | Ruon Tongyik    |
| 22 | Polen      | MF  | Michał Janota   |
| 23 | Australien | F   | Daniel Hall     |
| 25 | Australien | F   | Matt Hatch      |
| 26 | Australien | MF  | Jaden Casella   |
| 29 | Australien | A   | Alou Kuol       |
| 30 | Australien | A   | Jordan Smylie   |
| 31 | Australien | A   | Damian Tsekenis |
| 32 | Australien | MF  | Max Balard      |
| 33 | Australien | MF  | Louis Khoury    |
| 41 | Australien | A   | Jing Reec       |